# Роскоммон (округ)
Шаблон:StateAbbr_ 44°20′ пн. ш. 84°37′ зх. д. / 44.33° пн. ш. 84.61° зх. д.
Округ  Роскоммон (англ. Roscommon County) — округ (графство) у штаті Мічиган, США. Ідентифікатор округу 26143.

## Історія
Округ утворений 1840 року.

## Демографія
За даними перепису 
2000 року 
загальне населення округу становило 25469 осіб, зокрема міського населення було 11280, а сільського — 14189.
Серед мешканців округу чоловіків було 12535, а жінок — 12934. В окрузі було 11250 домогосподарств, 7619 родин, які мешкали в 23109 будинках.
Середній розмір родини становив 2,69.
Віковий розподіл населення поданий у таблиці:
| Стать    | До 15 років | 15-21 | 22-29 | 30-39 | 40-49 | 50-65 | 65-85 | Понад 85 |
| -------- | ----------- | ----- | ----- | ----- | ----- | ----- | ----- | -------- |
| Чоловіки | 2141        | 1016  | 662   | 1324  | 1740  | 2808  | 2672  | 172      |
| Жінки    | 1978        | 903   | 724   | 1389  | 1770  | 2960  | 2843  | 367      |

## Суміжні округи
- Кроуфорд — північ
- Оскода — північний схід
- Огемо — схід
- Гледвін — південний схід
- Клер — південний захід
- Міссокі — захід
- Калкаска — північний захід

## Виноски
1. ↑  US Decennial Census. US Census Bureau. Процитовано 28 вересня 2014.
2. ↑  Historical Census Browser. University of Virginia Library. Архів оригіналу за 11 серпня 2012. Процитовано 28 вересня 2014.
3. ↑  Population of Counties by Decennial Census: 1900 to 1990. US Census Bureau. Процитовано 28 вересня 2014.
4. ↑  Census 2000 PHC-T-4. Ranking Tables for Counties: 1990 and 2000 (PDF). US Census Bureau. Процитовано 28 вересня 2014.
5. ↑  State & County QuickFacts. US Census Bureau. Архів оригіналу за 5 вересня 2015. Процитовано 29 серпня 2013.(англ.) Наведено за англійською вікіпедією.
6. ↑  American FactFinder. Бюро перепису населення США. Архів оригіналу за 26 лютого 2012. Процитовано 31 січня 2008.

| США | Це незавершена стаття з географії США. Ви можете допомогти проєкту, виправивши або дописавши її. |